# Iain Mac a' Ghobhainn

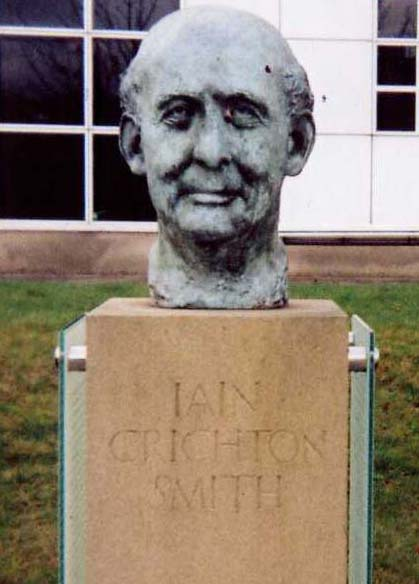
Bust de l'autor escocès.

Iain Crichton Smith OBE (Iain Mac a' Ghobhainn) (Glasgow 1 de gener, 1928 - 15 d'octubre, 1998) fou un escriptor escocès, autor prolífic en anglès i gaèlic escocès. Nasqué a Glasgow, però es traslladà amb la seva família a l'illa de Lewis als dos anys, on també hi vivia Derick Thomson. Estudià a la Universitat d'Aberdeen i es graduà en llengua anglesa. Més tard serví com a mestre a l'exèrcit britànic a Clydebank, Dumbarton i Oban fins al 1952, i es retirà per a dedicar-se completament a la literatura el 1977. Fou guardonat amb l'Orde de l'Imperi Britànic el 1980.

## Obres
- The Long River (1955)
- Burn is Aran (1960)
- Thistles and Roses (1961)
- Deer on the High Hills (1962)
- An Dubh is an Gorm (1963)
- Biobuill is Sansan Reice (1965)
- The Law and the Grace (1965)
- Modern Gaelic Verse (1966)
- The Golden Lyric: an Essay on the Poetry of Hugh MacDiarmid (1967)
- At Helensburgh (1968)
- Consider the Lilies (1968)
- Ben Dorain by Duncan Ban MacIntyre (1969)
- From Bourgeois Land (1969)
- The Last Summer (1969)
- Iain am Measg Nan Reultan (1970)
- Maighstirean is Ministearan (1970)
- Selected Poems (1970)
- Survival Without Error (1970)
- My Last Duchess (1971)
- Poems to Eimhir translated from Sorley MacLean (1971)
- Love Poems and Elegies (1972)
- An-t-Adhar Ameireaganach (1973)
- The Black and the Red (1970)
- Rabhndan is Rudan (1973)
- Eader Fealla-dha is Glaschu (1974)
- Goodbye Mr Dixon (1974)
- Hami Autumn (1974)
- The Notebooks of Robinson Crusoe (1975)
- The Permanent Island (1975)
- An t-Aonaran (1976)
- The Hermit and Other Stories (1977)
- An End to Autumn (1978)
- River, River (1978)
- On the Island (1979)
- Murdo (1981)
- A Field Full of Folk (1982)
- Selected Poems 1955-1982 (1982)
- The Search (1982)
- Mr Trill in Hades (1984)
- The Exiles (1984)
- Selected Poems (1985)
- The Tenement (1985)
- Towards the Human: Selected Essays (1986)
- Twelve More Modern Scottish Poets (1986) editor, amb C. King:
- A Life (1986)
- Burn is Aran (1987)
- An t-Eilean agus an Caan (1987)
- In the Middle of the Wood (1987)
- Moments in Glasshouses (1987) editor
- A' Bheinn Oir (1989)
- Na Speuclairean Dubha (1989)
- The Dream (1989)
- Selected Poems (1990)
- Turas tro Shaoghal Falamh (1991)
- Na Guathan (1991)
- An Honourable Death (1992)
- Collected Poems (1992) An Dannsa mu Dheireadh (1992).
- Am Miseanaraidh (publicat el 2006)